# Задорожская волость
Задорожская волость — административно-территориальная единица 3-го уровня в составе Псковского района Псковской области РФ, существовавшая в 1995—2009 годах. В 2009 году волость была упразднена в пользу сельского поселения «Карамышевская волость».

## Предыстория и Задорожский сельсовет
В составе Псковского уезда Псковской губернии на момент 1914 года существовала Пикалихинская волость (д. Пикалиха) — на территории современной Карамышевской волости Псковского района.
Постановлением Президиума ВЦИК РСФСР от 1 августа 1927 года в составе новообразованного Карамышевского района были образованы Задорожский (д. Лопатово) и Пикалихинский (Пикалиха) сельсоветы. В 1928 году был образован Кебский сельсовет, части которого в 1929 году были переданы в Задорожский и Пикалихинский сельсоветы. Указом Президиума Верховного Совета РСФСР от 16 июня 1954 года Задорожский и Пикалихинский сельсоветы были объединены в Пикалихинский сельсовет (д. Пикалиха). Решением Псковского облисполкома от 19 апреля 1958 года из части Пикалихинского сельсовета был образован Задорожский сельсовет (д. Лопатово). Указом Президиума Верховного Совета РСФСР от 1 февраля 1963 года Карамышевский район был упразднён, а Задорожский сельсовет был передан в состав Псковского района.

## Задорожская волость
Постановлением Псковского областного Собрания депутатов от 26 января 1995 года территории сельсоветов были переименованы в волости, в том числе Задорожский сельсовет был переименован в Задорожскую волость.

## Население
Численность населения Задорожской волости по переписи населения 2002 года составила 665 жителей (по оценке на начало 2001 года — 714 жителей).

## Населённые пункты
Список населённых пунктов Задорожской волости в 1995 — 2009 гг.:
| #  | деревня           | 2000 г., чел. |
| -- | ----------------- | ------------- |
| 1  | Берёзка           | 2             |
| 2  | Биркино           | 2             |
| 3  | Бобровник         | 24            |
| 4  | Ванцово           | 26            |
| 5  | Волосочево        | 7             |
| 6  | Гниловец          | 4             |
| 7  | Гнильно           | 11            |
| 8  | Горки             | 6             |
| 9  | Дигонец           | 8             |
| 10 | Добрый Клин       | 2             |
| 11 | Дубоновичи        | 100           |
| 12 | Жуброво           | 4             |
| 13 | Замошки           | 7             |
| 14 | Заходцы           | 4             |
| 15 | Зряковская Гора   | 29            |
| 16 | Кебь              | 47            |
| 17 | Лопатово          | 314           |
| 18 | Мараморка         | 6             |
| 19 | Погорелка         | 12            |
| 20 | Подгорье          | 15            |
| 21 | Подлипье-1        | 7             |
| 22 | Подлипье-2        | 14            |
| 23 | Савино            | 1             |
| 24 | Сетино            | 4             |
| 25 | Струбач           | 8             |
| 26 | Троицкое Поддубье | 19            |
| 27 | Фомкино           | 22            |
| 28 | Хохлы             | 9             |

В соответствии с поправками к Закону Псковской области «Об установлении границ и статусе вновь образуемых муниципальных образований на территории Псковской области» от 5 ноября 2009 года (№ 911-ОЗ) все деревни упразднённой Задорожской волости вошли в состав Карамышевской волости.